# キリアン・エムバペ
- キリアン・エムバペ
- キリアン・エンバぺ
- キリアン・ムバッペ

キリアン・エムバペ・ロタン（フランス語: Kylian Mbappé Lottin, フランス語発音: [kiljan m͡bape]; 1998年12月20日 - ）は、フランス・パリ出身のサッカー選手。ラ・リーガ・レアル・マドリード所属。フランス代表。ポジションはフォワード。

## 概要
リーグ・アンのASモナコで2015年に16歳でプロデビューした。モナコでは2016-17シーズンにリーグ・アン優勝を達成し、リーグ・アン年間最優秀若手選手賞、ゴールデンボーイ賞を受賞した。2017年にはリーグのライバルであるパリ・サンジェルマンと最初のレンタル契約を結び、2018年には1億8,000万ユーロ＋αの移籍金で完全移籍した。この移籍金は歴代2位、10代の選手としては史上最高額であった。パリ・サンジェルマンでは、リーグ・アンで4回、クープ・ドゥ・フランスで3回優勝し、リーグ・アン年間最優秀選手賞に5回選ばれ、6シーズン連続でリーグ・アンの得点王に輝いた。クラブでのゴール数は歴代1位である。
フランス代表としては2017年、18歳の時にフル代表デビューを果たした。2018 FIFAワールドカップでは、フランス史上最年少でのワールドカップでの得点を達成。決勝戦でもゴールを挙げ、ペレに次ぎ史上2人目のワールドカップ決勝戦で得点した10代の選手となった。大会2位タイの4得点を挙げフランスの優勝に貢献した活躍が認められ、大会の最優秀若手選手賞と同年のフランス年間最優秀選手賞を受賞した。フォーブスの発表によると、2022-23シーズンは1億2800万ドルの収入を得た。
2022 FIFAワールドカップでは、決勝戦で3得点を決めハットトリックを達成し、通算7試合8得点でFIFAワールドカップ・ゴールデンブーツを受賞した。8得点を挙げての受賞は2002年におけるロナウド以来である。また決勝戦でのハットトリックは、1966 FIFAワールドカップ以来、史上2人目となった。大会終了後の2023年には、フランス代表のキャプテンに就任した。

## 経歴

### プロ入り前
1998年12月20日にカメルーンのドゥアラ出身の父でサッカーコーチのウィルフリート・エムバペとカビール人の母でハンドボール選手のファイザ・ラマールとの間にパリ19区で誕生。
少年時代にかつてティエリ・アンリなどを輩出した育成の名門であるクレールフォンテーヌ国立研究所に入学、その頃から才能は知れ渡っており、2012年にはレアル・マドリードがエムバペを練習に招待している。

### モナコ
2013年からモナコのユースチームに所属し、2015年12月2日のカーン戦にてファビオ・コエントランとの交代途中出場でプロデビューを果たした。2016年2月20日、トロワ戦にて17歳と26日でプロ初得点を記録した。ティエリ・アンリの記録を抜いてモナコでの最年少得点記録となった。
2016-17シーズン、クープ・ドゥ・フランスのラウンド16・スタッド・レンヌ戦ではモナコの選手として1997年のソニー・アンデルソン以来となるハットトリックを達成した。2017年2月11日、第25節のメス戦ではリーグ史上2人目の若さでハットトリックを達成した。3月15日、UEFAチャンピオンズリーグ・決勝トーナメント1回戦のマンチェスター・シティ戦では1stレグに続いて得点をしてベスト8進出に貢献した。3月19日、第30節のカーン戦では2得点を決めて4連勝に貢献。4月12日のチャンピオンズリーグ準々決勝のボルシア・ドルトムント戦のアウェーでの第1戦で先制弾を含む2ゴールを挙げた。これによりチャンピオンズリーグ決勝トーナメントにおける1試合複数得点の最年少記録を18歳と113日に更新した。ホームでの第2戦でも先制ゴールを挙げ、モナコの2003-04シーズン以来の準決勝進出に貢献した。UEFAチャンピオンズリーグ準決勝のユヴェントス戦ではトータルスコア1-4でチームは敗退したものの、5月9日に行われたアウェーでの第2戦でジャンルイジ・ブッフォンからチーム唯一となるゴールを挙げた。5月17日の第37節・サンテティエンヌ戦では決勝点となる先制点を挙げ、モナコに17季ぶりとなるリーグタイトルをもたらした。

### パリ・サンジェルマン
2017年8月31日、パリ・サンジェルマンへ2018年6月30日までの買取オプション付きレンタルで移籍で加入することが発表された。オプションを行使することにより、2022年までの契約となる。年俸は2017-18シーズンはモナコ時代と同じ（リーグ・アンの最低保障年俸）となる。9月8日、移籍後初戦となるメス戦で先発フル出場し、初ゴールを含む1ゴール1アシストで勝利に貢献した。10月29日、UEFAチャンピオンズリーグ第3節のRSCアンデルレヒト戦でも得点を決めて、10代におけるCL最多得点を更新した。12月6日、UEFAチャンピオンズリーグ第6節のバイエルン・ミュンヘン戦で2点ビハインドで迎えた50分、エディンソン・カバーニのパスに反応し、ヘディングでCL通算10ゴール目を挙げた。18歳11ヶ月での二桁到達は史上最年少となった。
2018-19シーズンから背番号を29番からルーカス・モウラの移籍で空き番号となっていた7番に変更することが決定。8月19日、第2節ギャンガン戦で後半から今季初出場を果たすと2ゴールを決める活躍を見せた。10月7日のリヨン戦ではわずか13分の間に4ゴールを奪う圧巻の活躍を見せチームを5-0の大勝に導いた。11月3日、第12節のリール戦でも得点を決め、45年ぶりとなる19歳でリーグ戦通算40得点をきめる記録を達成した。2019年2月23日、第26節のニーム・オリンピック戦でも2得点をきめ、わずか20歳と3か月でリーグ通算50得点に到達した。

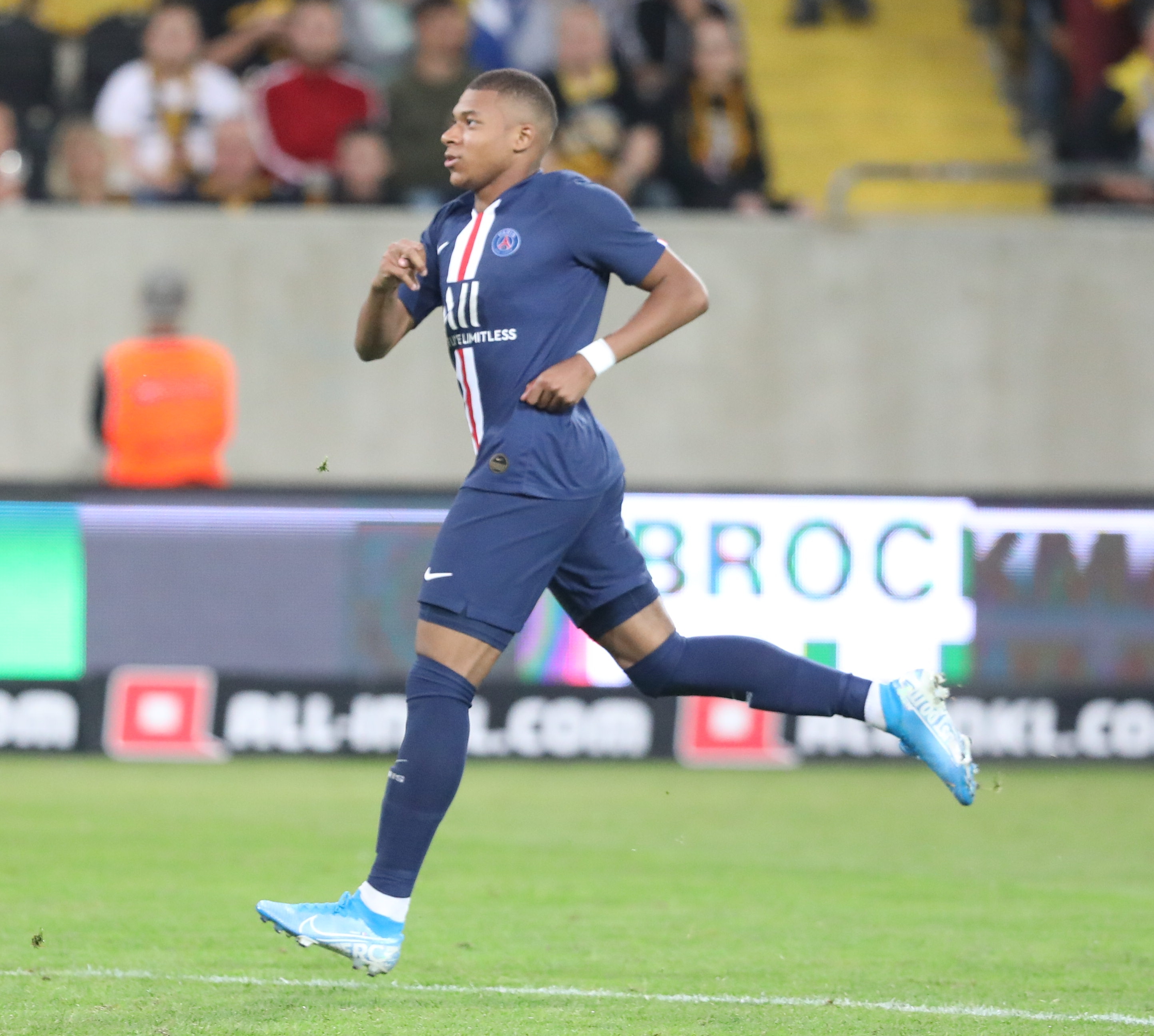
2019年

2019年9月、2年連続となるFIFA/FIFProワールドイレブンに選出された。また、2019-20シーズンは2年連続でリーグ得点王とフランス・フットボール選出のフランス人最優秀選手をダブル受賞した。2020年7月24日、クープ・ドゥ・フランス決勝のサンテティエンヌ戦で負傷退場するもチームは1-0で優勝した。その後、 8月12日のチャンピオンズリーグループ準々決勝のアタランタ戦で復帰。その後、8月23日のFCバイエルン・ミュンヘンとの決勝に進出するも0-1で敗れた。2020年9月7日、フランス代表で活動中に新型コロナウイルスに感染し、リーグ戦最初の3試合を欠場した。 12月5日、リーグ戦第13節のモンペリエ戦で公式戦通算100ゴールを達成、クラブでの5人目の選手となった。2021年2月16日、チャンピオンズリーグラウンド16・1stレグ、カンプ・ノウでのバルセロナ戦ではハットトリックを決めチームの1-4での勝利に貢献した。2022年2月15日、チャンピオンズリーグラウンド16・1stレグのレアル・マドリード戦で、0-0で迎えた試合終了間際に決勝ゴールを決め、同試合のUEFA選定MOMにも選ばれた。しかし、2ndレグで2-0からの逆転負けを喫し、以降は対戦相手だったレアル・マドリードへの移籍話が絶え間なくなっていった。しかし同年5月21日、移籍確実の噂から一転、パリ・サンジェルマンと2025年までの契約延長に合意したことが発表された。契約金額は史上最高額となる3年間の総額で最大6億3000万ユーロ（約930億円）とル・パリジャン紙に報じられたが、パリ・サンジェルマン側はこの報道が正しくないとして否定している。
しかし2023年夏に実際の契約の内容が明らかとなり、契約期間は2025年までではなく2024年までの契約に1年の延長オプションが付帯したものであり、そのオプションの行使権はエムバペ側に存在し行使期限は23年7月末までであることが複数メディアの報道で判明。さらにエムバペ側がこのオプションの行使を拒否したことが報じられる。これによりエムバペの2024年夏での退団説が急浮上した。2024年2月にはマルカなどがエムバペとレアル・マドリードが契約に合意したと報道するなど、2022年と同様に移籍は確実との噂が広まった。最終的にエムバペは2024年5月10日に自身のSNSでパリ・サンジェルマン退団を発表した。

### レアル・マドリード
2024年6月3日、レアル・マドリードへ加入することが発表された。契約は2029年までの5年間。
2024年7月29日、フランス2部リーグに所属するSMカーンの株式80%を米国投資ファンドのオークツリー・キャピタル・マネジメントより2000万ユーロ（約33億4000万円）で取得する見込みであることが複数のフランス国内のメディアで報じられた。
同年8月15日、UEFAスーパーカップ・アタランタBC戦でスタメンとしてデビューを果たすと、68分にジュード・ベリンガムのラストパスに反応し、加入後初ゴールを記録、優勝に貢献した。2025年1月26日、レアル・バリャドリード戦で加入後初ハットトリックを達成した。同年5月11日、バルセロナとのエル・クラシコではハットトリックの活躍を見せ、 1992-93シーズンにイバン・サモラーノが記録した公式戦37ゴールという記録を超え、レアル・マドリード加入1年目における公式戦最多得点記録を更新した。続く5月15日のマジョルカ戦でも得点を決めたことにより、ラ・リーガ28得点目となり、1953-54シーズンにアルフレッド・ディ・ステファノが記録したリーグ戦27ゴールという記録を越え、レアル・マドリード加入1年目におけるリーグ戦最多得点記録を更新した。最終的にリーグ戦34試合出場31ゴールの記録を残し、ピチーチ賞とヨーロッパ・ゴールデンシューを獲得した。
2025年7月29日、2025-26シーズンよりルカ・モドリッチの退団で空き番号となっていた「10」番を着用することが決定。

## 代表経歴

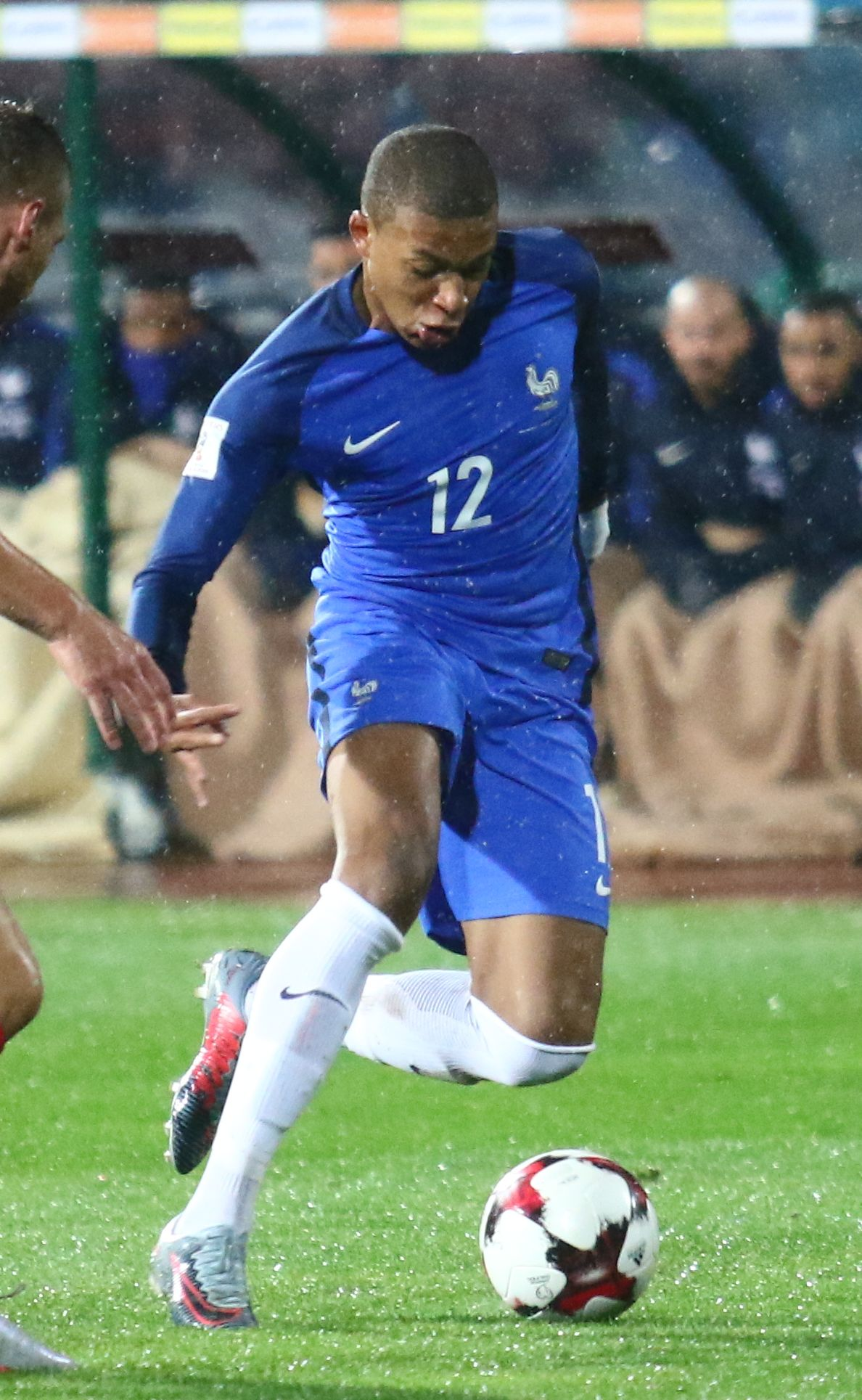
2017年

フランス代表として各年代でプレーし、2016年にUEFA U-19欧州選手権に出場し、5得点を記録しチームを優勝に導いた。2017年3月26日、2018W杯・欧州予選のルクセンブルク戦で18歳と95日で代表デビューを果たした。2017年8月31日のW杯予選オランダ戦で代表初得点を挙げた。

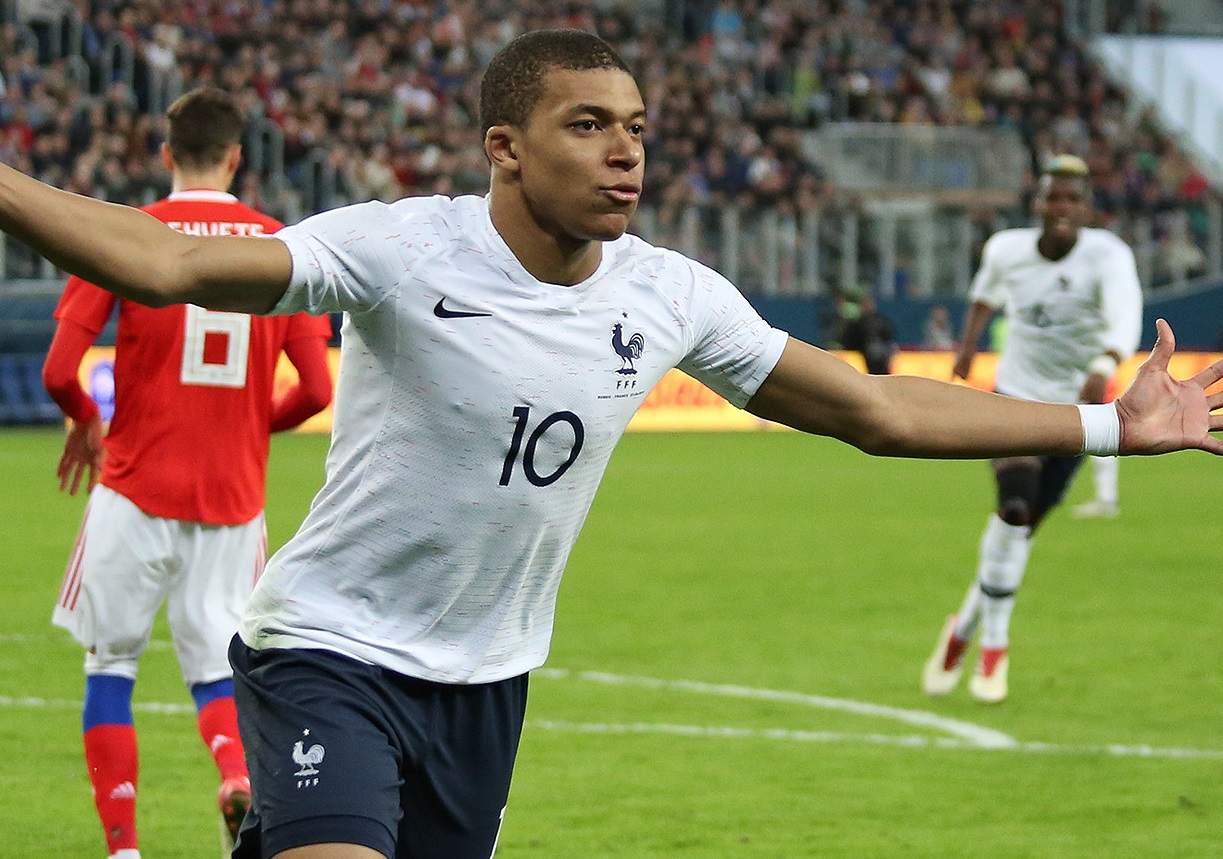
2018年

2018年は2018 FIFAワールドカップのメンバーに選出。6月11日、第2戦のペルー戦で得点を決め、同大会における最年少得点者（19歳183日）となった。6月30日、決勝トーナメント1回戦のアルゼンチン戦では2得点をあげる活躍で勝利に貢献した。 決勝のクロアチア戦では4点目となるミドルシュートを決めフランスの優勝に大きく貢献した。10代選手がワールドカップの決勝に出場したのは、1958年大会のペレ、1982年大会のジュゼッペ・ベルゴミに続き史上3人目、決勝でゴールを決めたのはペレ以来2人目となる60年ぶりの出来事となった。
2021年、UEFA EURO 2020では決勝トーナメント1回戦のスイス戦のPK戦で5人目のキッカーを務めたがシュートを止められチームは敗退、4試合でノーゴールに終わった。大会直前にジルーとの不仲が報じられていたが、大会終了後、今度はアントワーヌ・グリーズマンと以前から不仲であったことが報じられた。

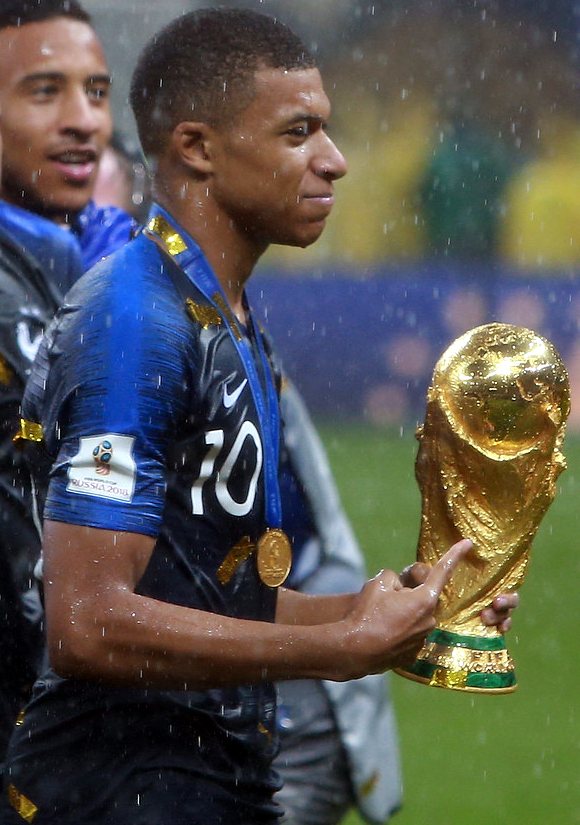
2018 FIFAワールドカップ表彰式

2022年11月22日、2022 FIFAワールドカップのグループリーグ初戦、オーストラリア戦では1ゴール1アシストの活躍で勝利に貢献、第2戦のデンマーク戦では2ゴールの活躍で、ペレに並ぶ大会7得点目を決めた。決勝トーナメント1回戦のポーランド戦ではジルーのゴールをアシストすると、後半2ゴールを挙げてベスト8進出に貢献した。アルゼンチンとの決勝戦では、3得点を決めハットトリックを達成し、チームの準優勝に貢献した。また通算7試合8得点でFIFAワールドカップ・ゴールデンブーツを受賞した。W杯決勝でのハットトリックは、1966年イングランド大会で開催国のイングランドが延長戦の末に西ドイツを4―2で下して初優勝した際にFWジェフ・ハーストが達成したのが唯一で、エムバペが56年ぶり2人目の快挙となった。なお前述のようにチームは敗れて準優勝に終わっており、ハットトリックが達成された試合でチームが敗れたのは1986年のソ連ーベルギー戦以来36年ぶりのことで決勝では初めてとなった。

## プレースタイル
圧倒的なスピードを誇りサッカー界随一との呼び声も高い。フランスのサッカー記者のロビン・バイルナーによると、エムバペは最高速度で「時速44.7キロ」を記録し、平均速度でも「時速36キロ」に達していたという。同氏は「100メートルの世界記録を打ち立てた際のウサイン・ボルトの平均速度『時速37.5キロ』よりもほんの少しだけ遅い」と綴った。
パリ・サンジェルマンでのチームメイトであったネイマールは「彼は知的で速いだけでなく、高いドリブル能力を持っている」と述べている。また、得点力にも非常に優れており、左右両足そん色なく、力強く鋭いシュートを放つことが可能。戦術理解度も高く、相手DFの綻びを瞬時に見つけることが出来る。大舞台にも強くメッシキラーと評されたこともある。

## 人物
- 若くしてモナコでデビューし、最年少得点記録を塗り替えたことなどから、ティエリ・アンリの再来と称されている[67]。
- エムバペ本人は幼い頃はジネディーヌ・ジダンに憧れており[67]、ジダンを真似てヘアスタイルを坊主頭にしようとするほどであった[68]。その他、クリスティアーノ・ロナウドについてもプロになる前から憧れのプレーヤーであることを明かしており、サッカー界で最も印象に残っているゴールとして、ロナウドが2017-18シーズンにユヴェントス戦で記録したオーバーヘッドシュートを挙げている[69][70]。
- パリ・サンジェルマン移籍後はティーンエイジ・ミュータント・ニンジャ・タートルズに似ているとして、チームメイトから「ドナテロ」のニックネームで呼ばれている。2017年12月17日のスタッド・レンヌ戦では、試合に乱入したタートルズに扮したファンに抱きつかれる一幕もあった[3]。
- 同リーグ所属の、エミリアーノ・サラを乗せた飛行機の墜落事故の捜索活動に27,000ポンド（約380万円）を寄付した[71]。
- 日本では「エムバペ」「エンバペ」「ムバッペ」とメディアによって表記が異なるが、サッカーキングチャンネルが、どの呼び方がしっくりくるか訪ねたところ、「エンバペ」が良いと答えている[72]。また、本人はファーストネームのキリアンで呼ばれたいと表明している。
- 世界屈指の人気アスリートであり、Instagramのフォロワー数は2024年9月現在で1億2000万を超えており、世界のアスリートの中でもクリスティアーノ・ロナウド、リオネル・メッシ、ヴィラット・コーリ、ネイマール、レブロン・ジェームズに次いで6番目に多い[73]。

## 個人成績
| クラブ               | シーズン     | リーグ  | リーグ戦 | リーグ戦 | カップ戦 | カップ戦 | リーグ杯 | リーグ杯 | 国際大会 | 国際大会 | その他 | その他 | 合計 | 合計 |
| クラブ               | シーズン     | リーグ  | 出場     | 得点     | 出場     | 得点     | 出場     | 得点     | 出場     | 得点     | 出場   | 得点   | 出場 | 得点 |
| -------------------- | ------------ | ------- | -------- | -------- | -------- | -------- | -------- | -------- | -------- | -------- | ------ | ------ | ---- | ---- |
| モナコ               | リーグ・アン | 2015–16 | 11       | 1        | 1        | 0        | 1        | 0        | 1        | 0        | -      | -      | 14   | 1    |
| モナコ               | リーグ・アン | 2016–17 | 29       | 15       | 3        | 2        | 3        | 3        | 9        | 6        | -      | -      | 44   | 26   |
| モナコ               | リーグ・アン | 2017–18 | 1        | 0        | -        | -        | -        | -        | -        | -        | 1      | 0      | 2    | 0    |
| モナコ               | 通算         | 通算    | 41       | 16       | 4        | 2        | 4        | 3        | 10       | 6        | 1      | 0      | 60   | 27   |
| パリ・サンジェルマン | リーグ・アン | 2017-18 | 27       | 13       | 5        | 4        | 4        | 0        | 8        | ４       | -      | -      | 44   | 21   |
| パリ・サンジェルマン | 2018-19      | 29      | 33       | 4        | 2        | 2        | 0        | 8        | ４       | 0        | 0      | 43     | 39   |      |
| パリ・サンジェルマン | 2019-20      | 20      | 18       | 3        | 4        | 3        | 2        | 10       | 5        | 1        | 1      | 37     | 30   |      |
| パリ・サンジェルマン | 2020-21      | 31      | 27       | 5        | 7        | -        | -        | 10       | 8        | 1        | 0      | 47     | 42   |      |
| パリ・サンジェルマン | 2021-22      | 35      | 28       | 3        | 5        | -        | -        | 8        | 6        | 0        | 0      | 46     | 39   |      |
| パリ・サンジェルマン | 2022-23      | 34      | 29       | 1        | 5        | -        | -        | 8        | 7        | -        | -      | 43     | 41   |      |
| パリ・サンジェルマン | 2023-24      | 29      | 27       | 6        | 8        | -        | -        | 12       | 8        | 1        | 1      | 48     | 44   |      |
| パリ・サンジェルマン | 通算         | 通算    | 205      | 175      | 27       | 35       | 9        | 2        | 64       | 42       | 3      | 2      | 308  | 256  |
| レアル・マドリード   | プリメーラ   | 2024-25 | 34       | 31       | 4        | 2        | 2        | 1        | 14       | 7        | 5      | 3      | 59   | 44   |
| レアル・マドリード   | 通算         | 通算    | 34       | 31       | 4        | 2        | 2        | 1        | 14       | 7        | 5      | 3      | 59   | 44   |
| 総通算               | 総通算       | 総通算  | 280      | 222      | 35       | 39       | 15       | 6        | 88       | 55       | 9      | 5      | 427  | 327  |

| クラブ  | シーズン | リーグ | リーグ戦 | リーグ戦 | 合計 | 合計 |
| クラブ  | シーズン | リーグ | 出場     | 得点     | 出場 | 得点 |
| ------- | -------- | ------ | -------- | -------- | ---- | ---- |
| モナコB | 2015-16  | CFA    | 10       | 2        | 10   | 2    |
| モナコB | 2016-17  | CFA    | 2        | 2        | 2    | 2    |
| 総通算  | 総通算   | 総通算 | 12       | 4        | 12   | 4    |

## 代表歴

### 出場大会
- U-19フランス代表
  - 2016年 - UEFA U-19欧州選手権2016（優勝）
- フランス代表
  - 2018年 - 2018 FIFAワールドカップ（優勝）
  - 2018年 - UEFAネーションズリーグ2018-19
  - 2020年 - UEFAネーションズリーグ2020-21（優勝）
  - 2021年 - UEFA EURO 2021（ベスト16）
  - 2022年 - UEFAネーションズリーグ2022-23
  - 2022年 - 2022 FIFAワールドカップ（準優勝）
  - 2024年 - UEFA EURO 2024（3位）

### 試合数
- 国際Aマッチ 90試合 50得点（2017年 - ）[74]

| フランス代表 | 国際Aマッチ | 国際Aマッチ |
| 年           | 出場        | 得点        |
| ------------ | ----------- | ----------- |
| 2017         | 10          | 1           |
| 2018         | 18          | 9           |
| 2019         | 6           | 3           |
| 2020         | 5           | 3           |
| 2021         | 14          | 8           |
| 2022         | 13          | 12          |
| 2023         | 9           | 10          |
| 2024         | 11          | 2           |
| 2025         | 4           | 2           |
| 通算         | 90          | 50          |

### 得点
| #  | 日付           | 場所                                                 | 対戦相手         | スコア | 結果 | 試合                                      |
| -- | -------------- | ---------------------------------------------------- | ---------------- | ------ | ---- | ----------------------------------------- |
| 1  | 2017年8月31日  | サン＝ドニ、スタッド・ド・フランス                   | オランダ         | 4-0    | 4-0  | 2018 FIFAワールドカップ・ヨーロッパ予選   |
| 2  | 2018年3月27日  | サンクトペテルブルク、ガスプロム・アリーナ           | ロシア           | 0-1    | 1-3  | 親善試合                                  |
| 3  | 2018年3月27日  | サンクトペテルブルク、ガスプロム・アリーナ           | ロシア           | 1-3    | 1-3  | 親善試合                                  |
| 4  | 2018年6月10日  | デシーヌ＝シャルピュー、パルク・オリンピック・リヨン | アメリカ合衆国   | 1-1    | 1-1  | 親善試合                                  |
| 5  | 2018年6月21日  | エカテリンブルク、セントラル・スタジアム             | ペルー           | 1-0    | 1-0  | 2018 FIFAワールドカップ                   |
| 6  | 2018年6月30日  | カザン、カザン・アリーナ                             | アルゼンチン     | 3-2    | 4-3  | 2018 FIFAワールドカップ                   |
| 7  | 2018年6月30日  | カザン、カザン・アリーナ                             | アルゼンチン     | 4-2    | 4-3  | 2018 FIFAワールドカップ                   |
| 8  | 2018年7月15日  | モスクワ、ルジニキ・スタジアム                       | クロアチア       | 4-1    | 4-2  | 2018 FIFAワールドカップ                   |
| 9  | 2018年9月9日   | サン＝ドニ、スタッド・ド・フランス                   | オランダ         | 1-0    | 2-1  | UEFAネーションズリーグ 2018-19            |
| 10 | 2018年10月12日 | サン＝ドニ、スタッド・ド・フランス                   | アイスランド     | 2-2    | 2-2  | 親善試合                                  |
| 11 | 2019年3月22日  | キシナウ、スタディオヌル・ジンブル                   | モルドバ         | 0-4    | 1-4  | UEFA EURO 2020予選                        |
| 12 | 2019年3月25日  | サン＝ドニ、スタッド・ド・フランス                   | アイスランド     | 3-0    | 4-0  | UEFA EURO 2020予選                        |
| 13 | 2019年6月11日  | アンドラ・ラ・ベリャ、Estadi Nacional                | アンドラ         | 0-1    | 0-4  | UEFA EURO 2020予選                        |
| 14 | 2020年9月5日   | ストックホルム、フレンズ・アレーナ                   | スウェーデン     | 0-1    | 0-1  | UEFAネーションズリーグ 2020-21            |
| 15 | 2020年10月7日  | サン＝ドニ、スタッド・ド・フランス                   | ウクライナ       | 6-1    | 7-1  | 親善試合                                  |
| 16 | 2020年10月14日 | ザグレブ、スタディオン・マクシミール                 | クロアチア       | 1-2    | 1-2  | UEFAネーションズリーグ 2020-21            |
| 17 | 2021年6月2日   | ニース、アリアンツ・リヴィエラ                       | ウェールズ       | 1-0    | 3-0  | 親善試合                                  |
| 18 | 2021年10月8日  | トリノ、ユヴェントス・スタジアム                     | ベルギー         | 1-2    | 1-2  | UEFAネーションズリーグ 2020-21            |
| 19 | 2021年10月11日 | ミラノ、スタディオ・ジュゼッペ・メアッツァ           | スペイン         | 2-2    | 2-3  | UEFAネーションズリーグ 2020-21            |
| 20 | 2021年11月14日 | パリ、パルク・デ・プランス                           | カザフスタン     | 1-0    | 8-0  | 2022 FIFAワールドカップ・ヨーロッパ予選   |
| 21 | 2021年11月14日 | パリ、パルク・デ・プランス                           | カザフスタン     | 2-0    | 8-0  | 2022 FIFAワールドカップ・ヨーロッパ予選   |
| 22 | 2021年11月14日 | パリ、パルク・デ・プランス                           | カザフスタン     | 3-0    | 8-0  | 2022 FIFAワールドカップ・ヨーロッパ予選   |
| 23 | 2021年11月14日 | パリ、パルク・デ・プランス                           | カザフスタン     | 8-0    | 8-0  | 2022 FIFAワールドカップ・ヨーロッパ予選   |
| 24 | 2021年11月17日 | ヘルシンキ、ヘルシンキ・オリンピックスタジアム       | フィンランド     | 0 - 2  | 0-2  | 2022 FIFAワールドカップ・ヨーロッパ予選   |
| 25 | 2022年3月10日  | リール、スタッド・ピエール＝モーロワ                 | 南アフリカ共和国 | 1-0    | 5-0  | 親善試合                                  |
| 26 | 2022年3月10日  | リール、スタッド・ピエール＝モーロワ                 | 南アフリカ共和国 | 3-0    | 5-0  | 親善試合                                  |
| 27 | 2022年6月11日  | ウィーン、エルンスト・ハッペル・シュターディオン     | オーストリア     | 1-1    | 1-1  | UEFAネーションズリーグ2022-23             |
| 28 | 2022年9月23日  | サン＝ドニ、スタッド・ド・フランス                   | オーストリア     | 1-0    | 2-0  | UEFAネーションズリーグ2022-23             |
| 29 | 2022年11月22日 | アル＝ワクラ、アル・ジャヌーブ・スタジアム           | オーストラリア   | 3-1    | 4-1  | 2022 FIFAワールドカップ                   |
| 30 | 2022年11月26日 | ドーハ、スタジアム974                                | デンマーク       | 1-0    | 2-1  | 2022 FIFAワールドカップ                   |
| 31 | 2022年11月26日 | ドーハ、スタジアム974                                | デンマーク       | 2-1    | 2-1  | 2022 FIFAワールドカップ                   |
| 32 | 2022年12月4日  | アル・トゥマーマ・スタジアム                         | ポーランド       | 2-0    | 3-1  | 2022 FIFAワールドカップ                   |
| 33 | 2022年12月4日  | アル・トゥマーマ・スタジアム                         | ポーランド       | 3-0    | 3-1  | 2022 FIFAワールドカップ                   |
| 34 | 2022年12月18日 | ルサイル・アイコニック・スタジアム                   | アルゼンチン     | 2-1    | 3-3  | 2022 FIFAワールドカップ                   |
| 35 | 2022年12月18日 | ルサイル・アイコニック・スタジアム                   | アルゼンチン     | 2-2    | 3-3  | 2022 FIFAワールドカップ                   |
| 36 | 2022年12月18日 | ルサイル・アイコニック・スタジアム                   | アルゼンチン     | 3-3    | 3-3  | 2022 FIFAワールドカップ                   |
| 37 | 2023年3月24日  | サン＝ドニ、スタッド・ド・フランス                   | オランダ         | 3-0    | 4-0  | UEFA EURO 2024予選                        |
| 38 | 2023年3月24日  | サン＝ドニ、スタッド・ド・フランス                   | オランダ         | 4-0    | 4-0  | UEFA EURO 2024予選                        |
| 39 | 2023年6月16日  | エスタディオ・アルガルヴェ, ファロ/ローレ            | ジブラルタル     | 0-2    | 0-3  | UEFA EURO 2024予選                        |
| 40 | 2023年6月19日  | サン＝ドニ、スタッド・ド・フランス                   | ギリシャ         | 1-0    | 1-0  | UEFA EURO 2024予選                        |
| 41 | 2023年10月13日 | アムステルダム、ヨハン・クライフ・アレナ             | オランダ         | 0-1    | 1-2  | UEFA EURO 2024予選                        |
| 42 | 2023年10月13日 | アムステルダム、ヨハン・クライフ・アレナ             | オランダ         | 0-2    | 1-2  | UEFA EURO 2024予選                        |
| 43 | 2023年10月17日 | リール、スタッド・ピエール＝モーロワ                 | スコットランド   | 3-1    | 4-1  | 親善試合                                  |
| 44 | 2023年11月18日 | ニース、アリアンツ・リヴィエラ                       | ジブラルタル     | 4-0    | 14-0 | UEFA EURO 2024予選                        |
| 45 | 2023年11月18日 | ニース、アリアンツ・リヴィエラ                       | ジブラルタル     | 11-0   | 14-0 | UEFA EURO 2024予選                        |
| 46 | 2023年11月18日 | ニース、アリアンツ・リヴィエラ                       | ジブラルタル     | 12-0   | 14-0 | UEFA EURO 2024予選                        |
| 47 | 2024年6月5日   | メス、スタッド・サン＝サンフォリアン                 | ルクセンブルク   | 3-0    | 3-0  | 親善試合                                  |
| 48 | 2024年6月25日  | ドルトムント、ジグナル・イドゥナ・パルク             | ポーランド       | 1-0    | 1-1  | UEFA EURO 2024                            |
| 49 | 2025年6月5日   | シュツットガルト、MHPアレーナ                        | スペイン         | 4-1    | 5-4  | UEFA ネーションズリーグ 2024-25 準決勝    |
| 50 | 2025年6月8日   | シュツットガルト、MHPアレーナ                        | ドイツ           | 1-0    | 2-0  | UEFA ネーションズリーグ 2024-25 3位決定戦 |

## タイトル

### クラブ
モナコ
- リーグ・アン：1回（2016-17）

パリ・サンジェルマン
- リーグ・アン：6回（2017-18, 2018-19, 2019-20, 2021-22, 2022-23, 2023-24）
- クープ・ドゥ・ラ・リーグ：2回（2017-18, 2019-20）
- クープ・ドゥ・フランス：4回（2017-18, 2019-20, 2020-21, 2023-24）
- トロフェ・デ・シャンピオン：5回（2018, 2019, 2020, 2022, 2023）

レアル・マドリード
- UEFAスーパーカップ：1回（2024)

### 代表
U-19フランス代表
- UEFA U-19欧州選手権：2016

フランス代表
- FIFAワールドカップ：2018
- UEFAネーションズリーグ：2020-21

### 個人
- リーグ・アン・最優秀若手賞：2016-17, 2017-18, 2018-19
- リーグ・アン・ベストイレブン：2016-17, 2017-18, 2018-19, 2020-21, 2021-22, 2022-23, 2023-24
- リーグ・アン・得点王：2018-19, 2019-20, 2020-21, 2021-22, 2022-23, 2023-24
- リーグ・アン・最優秀選手賞：2018-19, 2020-21, 2021-22, 2022-23, 2023-24
- ラ・リーガ・得点王：2024-25
- ヨーロッパ・ゴールデンシュー：2024-25
- UEFAチャンピオンズリーグ得点王：2023-24
- ゴールデンボーイ賞：2017
- FIFAワールドカップ・ヤングプレイヤー賞：2018
- FIFAワールドカップ・ドリームチーム：2018[75]
- FIFAワールドカップ・ゴールデンブーツ：2022
- FIFAワールドカップ・シルバーボール： 2022
- FIFA/FIFProワールドイレブン：2018, 2019
- コパ・トロフィー：2018
- フランス年間最優秀選手賞：2018, 2019, 2022-23, 2023-24
- ゲルト・ミュラー・トロフィー：2024